# ホオグロヤモリ
ホオグロヤモリ Hemidactylus frenatus Duméril et Birbron, 1836 はヤモリの仲間の動物の1つ。日本では琉球列島に広く見られ、人家にも生息し、夜間によく鳴くのでよく知られている。

## 概説
ホオグロヤモリは一見では日本に普通に見られるニホンヤモリとよく似ているが、尾には棘状の突起が並ぶ輪が多数並んでいる。南西諸島では家屋によく見られ、夜間に明かりの近くに来て虫などを食べ、また小さな声であるがよく鳴く。世界の熱帯から亜熱帯域に広く見られるが、これは人間に関わって分布を広げた結果と考えられており、原産地は東アジアから東南アジア、南アジアに渡る地域だろうと思われている。オーストラリアには近年に侵入定着し、在来のヤモリ類に対する脅威になる可能性が指摘されている。

## 特徴
体長は100mm前後で、その約半分は尾である。かなり扁平な体をしており、頭部は長卵形をしている。上唇板は10～12枚、下唇板は8～10枚で、後頤板が2対ある。頭部から胴部の背面は細かい粒状の鱗に覆われているが、その中に大型の顆粒状の鱗がまばらにある。ただし個体によっては大粒の鱗が胴部の側面や後方にだけ見られる例もあり、希にだが全く目立たない個体もある。四肢と尾の背面では鱗はより大きくて扁平で、多少とも瓦状に並んでいる。雄では肛門の前から大腿部にかけて26～35個の小孔の連続した列がある。足ではその指の間に水かき状の膜はなく、どの指の先にも爪はあるが、第1指は短くて末端の節も小さくなっている。指の裏面には指下板、いわゆるヤモリの吸盤があり、本種ではこれが左右に分かれており、指の下面のほぼ全域を覆っている。指先ではその先端の節が急に上向きになって基部以外の部分は遊離している。尾はその断面が僅かに腹背方向に長い楕円形となっており、先端に向けて細まり、その背面には多数の微かな環状の溝があり、その前側には円錐形の突起がその溝に沿って6個ばかり並んだ円錐突起列がある。ただし円錐突起は扁平で目立たない個体もおり、また尾が自切して再生した場合、この環状の溝も円錐突起列も再生しない。
体の背面は灰色から暗褐色まで変化し、個体によってはそこに暗色の斑紋や条線が載ることもある。頭部の側面においては目を通って前後に伸びる色の淡い筋模様があり、その部分の腹面側と背面側の両方の縁が黒褐色に彩られている。腹面は黄白色か灰白色をしている。
英名は Common House Gekko であるが、オーストラリアでは Asian House Gecko も使われている。別名にナキヤモリがある。

## 分布
日本国内では琉球列島と小笠原諸島に見られる。琉球列島では宝島、喜界島、奄美大島より南でほぼ全域で見られるが、奄美大島と喜界島では初めて確認されたのが2000年、宝島では2017年であり、近年になって定着したものと思われる。国外では台湾、インドシナ、スンダ列島、インド南部、スリランカ、インド洋島嶼、東アフリカ、ニューギニア、オーストラリア北部、太平洋島嶼、アメリカ合衆国南部、メキシコなどに分布しているが、自然分布の地域はアジア(南アジアから南アジア、東南アジア)だろうとされている。
この種は人家やその周辺に生息するものであるために人間の移動に伴って持ち出されることも多くあったと思われ、有史以来に成体や幼体、卵などが物資に紛れて人為的に持ち運ばれ、各地に移入したものだろうと想像されている。古くは太平洋諸島にポリネシア人やメラネシア人と共に拡散したのが4000年ほど前と考えられており、また同時期に人の手に関わることなく、倒木の樹皮下などに成体や卵が潜り込んだ形で離島に拡散したこともあると思われているが、20世紀には人為的により大規模な拡散が起きたらしいことが遺伝子の研究から推測されている。
日本においても上記のように奄美大島などは近年に分布を拡大したものであり、それ以外の国内の分布域もこのような由来による移入であろうとも言われる。実際に九州と琉球列島を繋ぐ貨客船内で本種が採集された例があり、これはこのような経路で本種が分布を拡大してきたこと、今も拡大していることを示唆するものと考えられる。

## 生態など

### 生息環境
国内では人家周辺に見られることが多く、家屋の内外でもよく見られ、他に自動販売機、電話ボックスから御嶽の内側の森林やサトウキビ畑でも見られる。また開けた人工林の樹木、海岸の露頭などでも見られることがあるが、人為的攪乱の少ない森林の中で見ることはごく少ない。ごく普通に見られるもので、琉球列島ではもっとも普通のヤモリ、との声もある。
なお、本種の本来の分布域ではより自然な環境、樹木や岩、崖などでも数多く見られる。

### 生活史
低緯度の地域ではその繁殖の周期性は特にないが、その分布の北限に近い北大東島では繁殖の時期は4～9月である。1回に2個の卵を産み、卵には粘着性はない。年に2～3回産卵する。卵は約2ヶ月で孵化し、生まれた幼体は頭胴長が約20mmほど。幼体は早いものでは1年で36～45mmにまで成長して性成熟する。

### 習性
基本的には夜行性で、昼間は岩の隙間やそれに類するような遮蔽された場所で過ごし、夜間に出てくる。ただし午後遅めの時間帯に日の当たる場所に出て来て静止しているのを見かけることもあるという。
昆虫など小型無脊椎動物を捕食する。その食性は特に嗜好性はないと思われ、広範囲の分類群の昆虫、それにクモが対象となっている。ヤモリ類の中では素早くて行動的な捕食スタイルで、獲物が飛びつける距離に来るのを待つよりは、自ら前に出て飛びついてゆき、また捕食の成功率はオーストラリア在来のヤモリ類より高かったという研究結果もある。また通常は夜に灯される明かりの側で捕食しているのが見られるが、ほぼ暗黒の状況でも獲物を捕らえることが出来る。
また本種は他の種と較べ、隠れ家にいるときも捕食しているときも、より高密度でいる場合が多く、これはその一部は個体間での競争関係が弱いためと思われる。他方で本種は他種のヤモリ類に対しては攻撃的で、時には餌をとる領域から排除しようとすることも見られる。
春から秋の夕暮れによく鳴く。個体間で鳴き合うような様子もよく見られる。

### 鳴き声について
本種の鳴き声は大きくはないがかなりよく聞こえる。その声は『笑い声や鳥の鳴き声に似た「キョッキョッキョッ」という声』『チッチッチと鳴く』、『拍子木をたたくような声』などと記されており、大まかに高く鋭い声で、短い声を連続して発するものと言えるだろう。
ともかく本種はよく鳴く。その鳴き声には幾つかの型があり、短いさえずり音を素早く爆発させるもの ('Churr' call) は雄同士で近接して著しく攻撃的な出会いをした場合に発せられるもので、'single chirp' は攻撃を受けたときや捕まえられたときに出すもの、それに一連のさえずりを繰り返す 'multiple chirp' call は同種個体間の情報交換、互いの距離を取ったり攻撃したり、それに配偶行動に関わる場合などである。性的に成熟した個体間では互いに鳴き合うことがあり、しかし雄が雌に鳴きかけてメスがそれに返す形がより多く見られる。しかし 'multiple chirp' call の本来の意味合いは雄による縄張り宣言的なものであると思われている。本種によるこのような鳴き声は昼も夜も行われるが、いずれにせよ本種の生息する地域においては聞き慣れた音になっている。

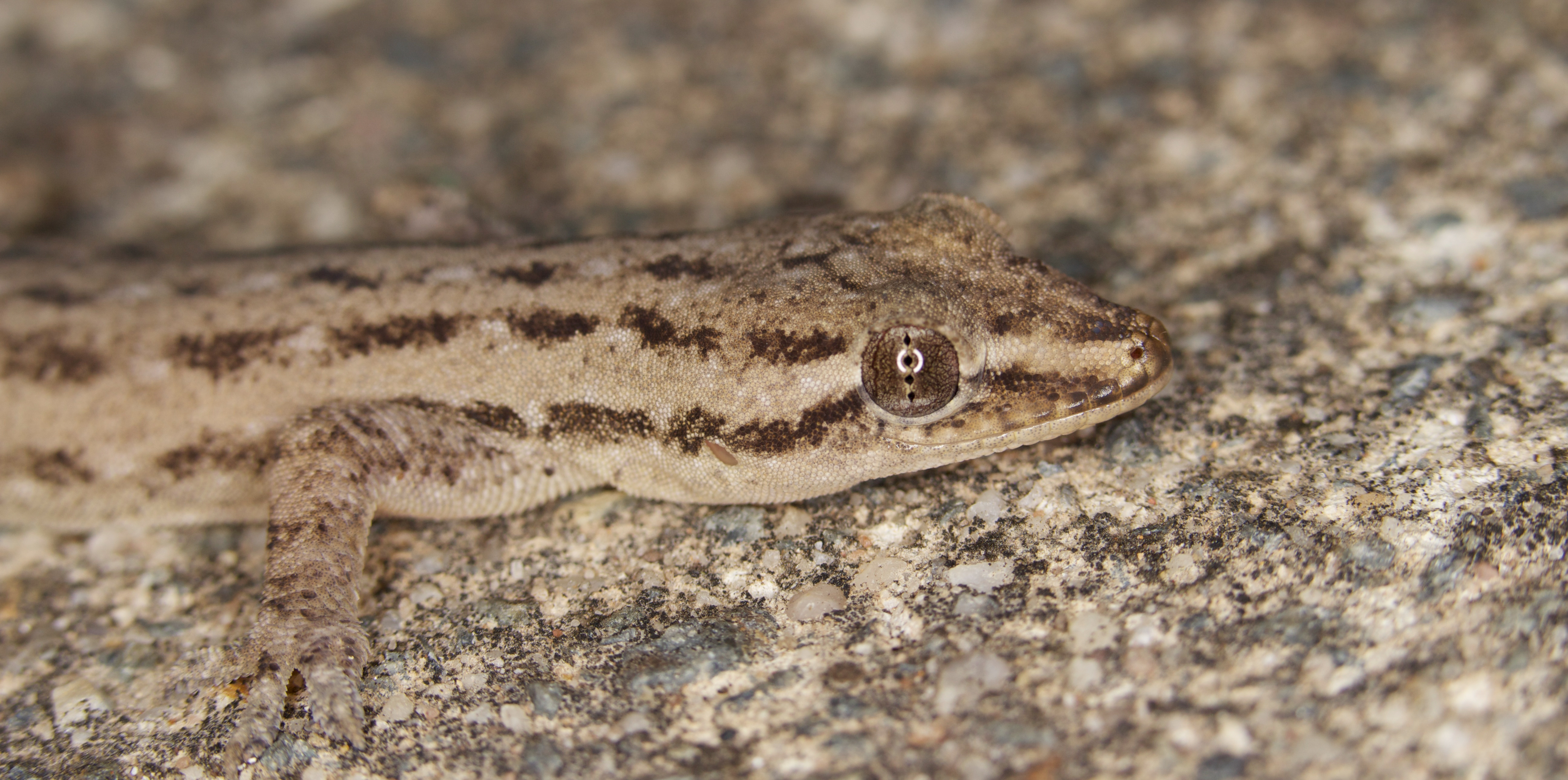
前半身の側面像
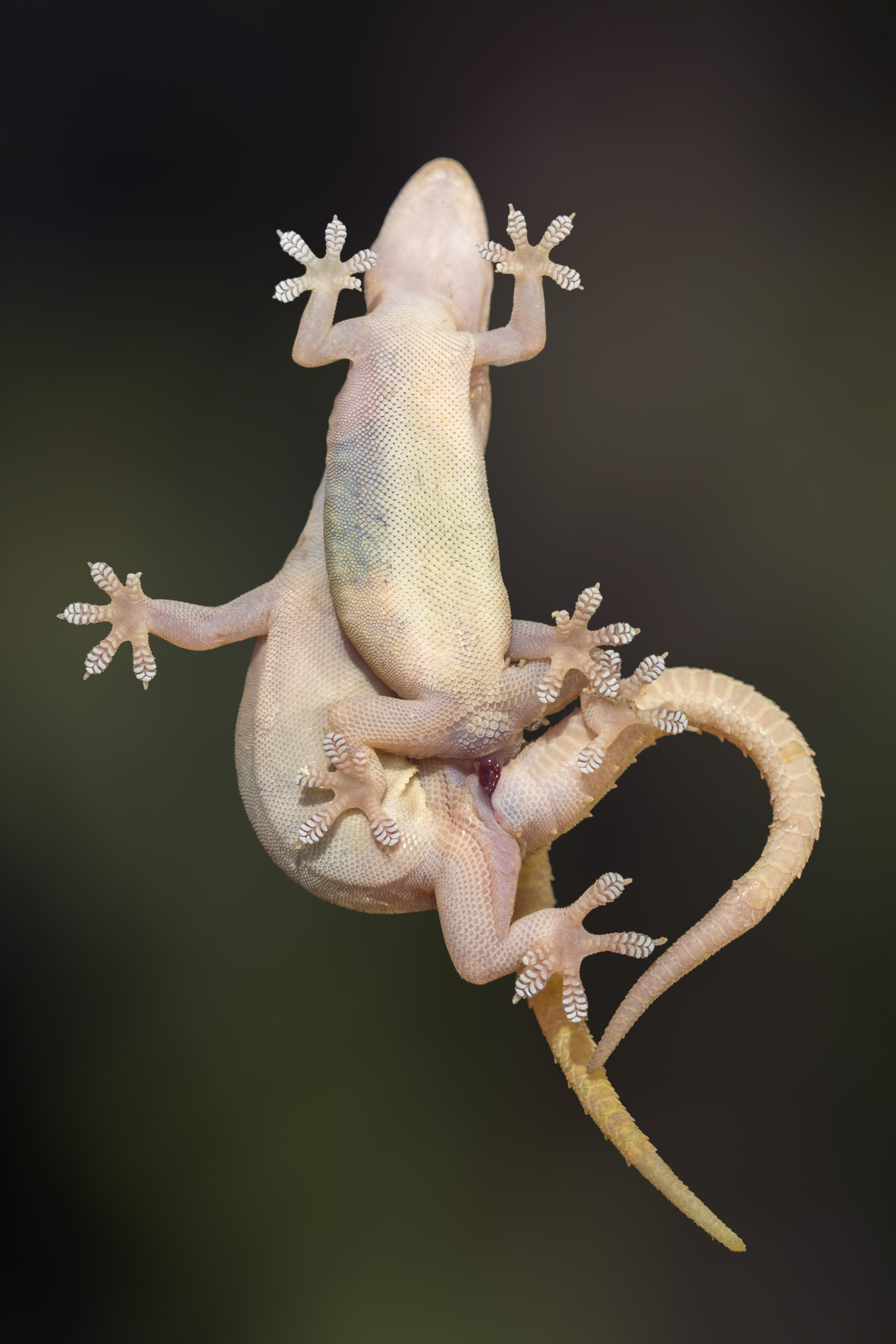
交尾
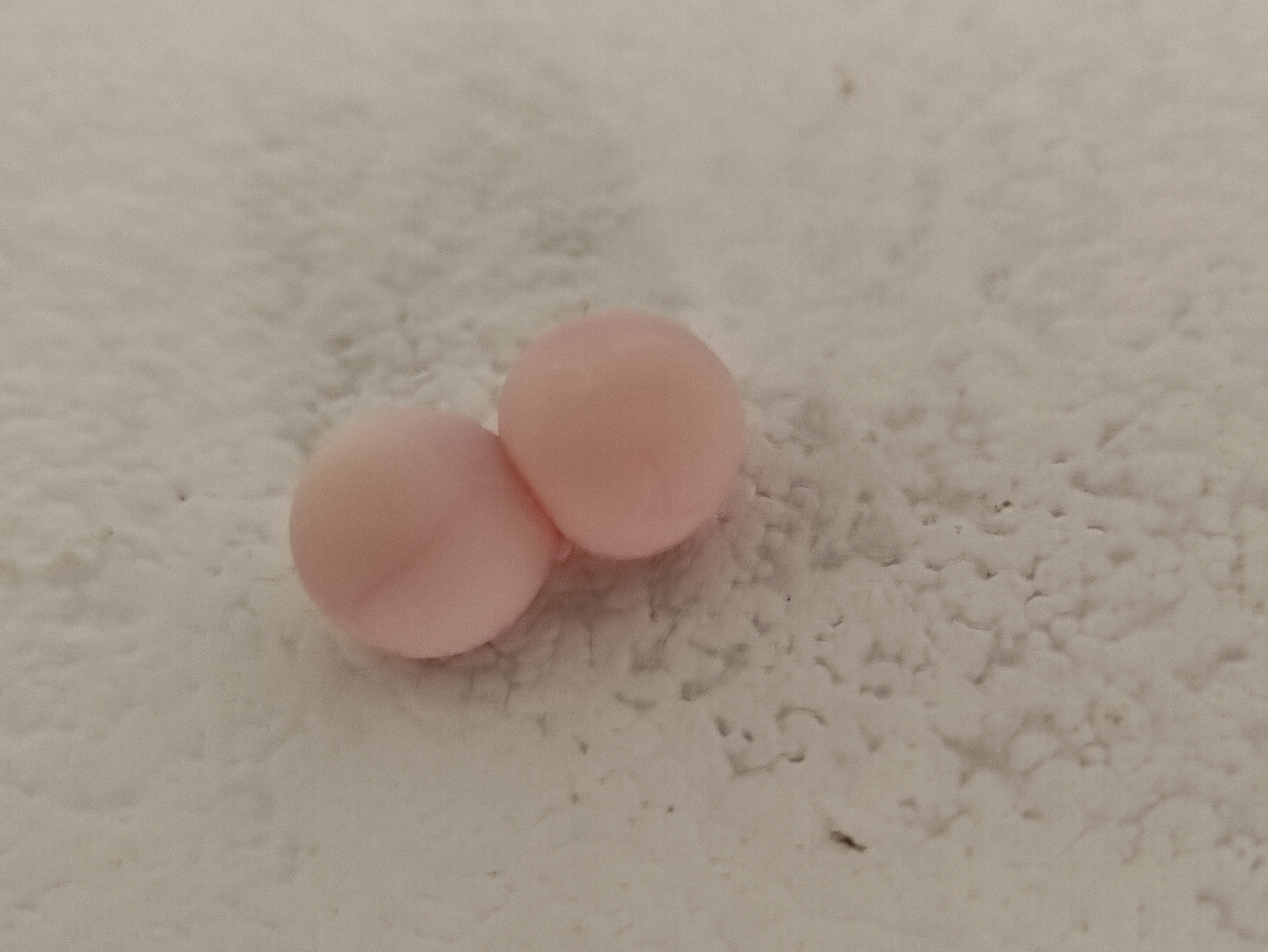
卵
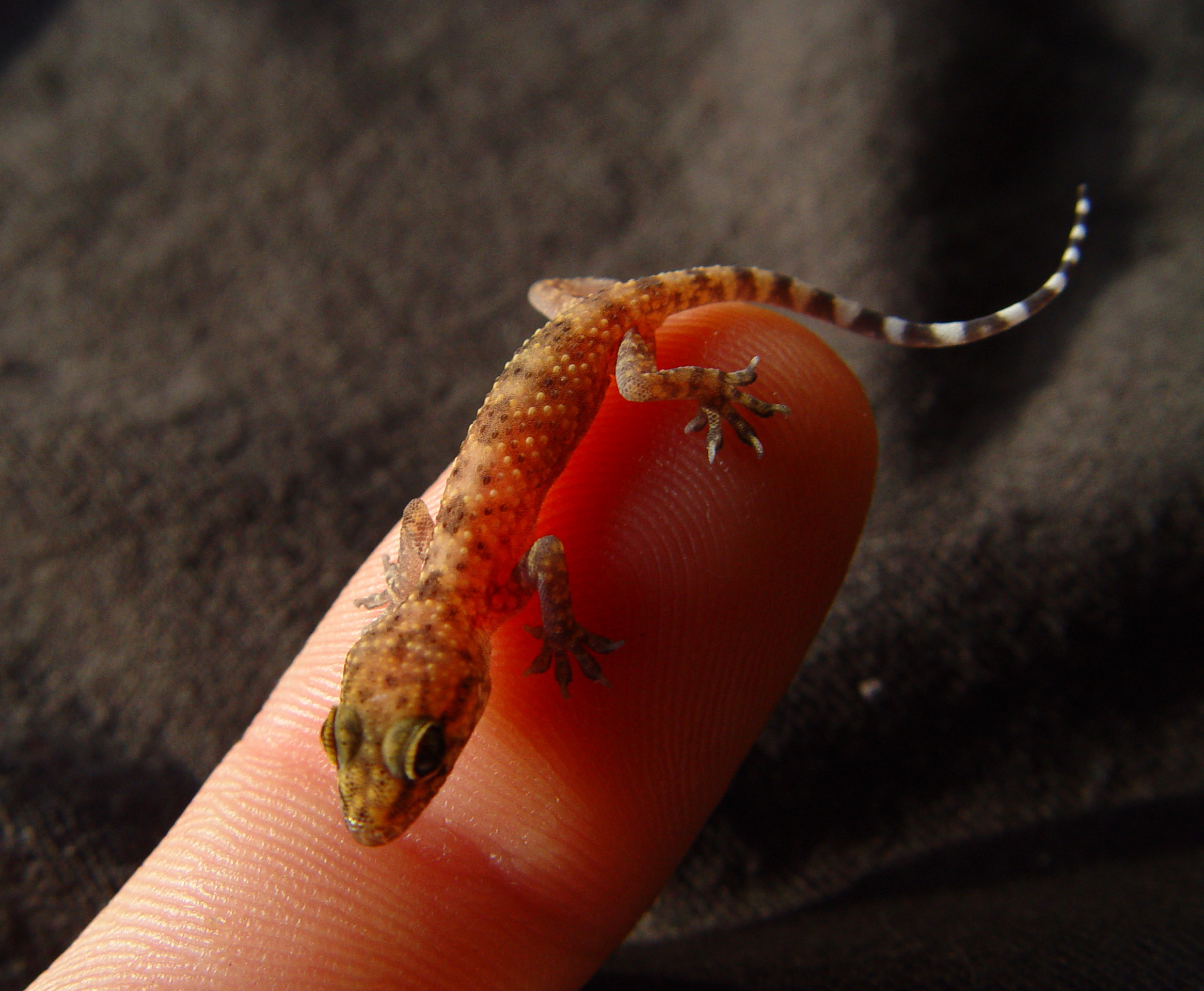
幼体
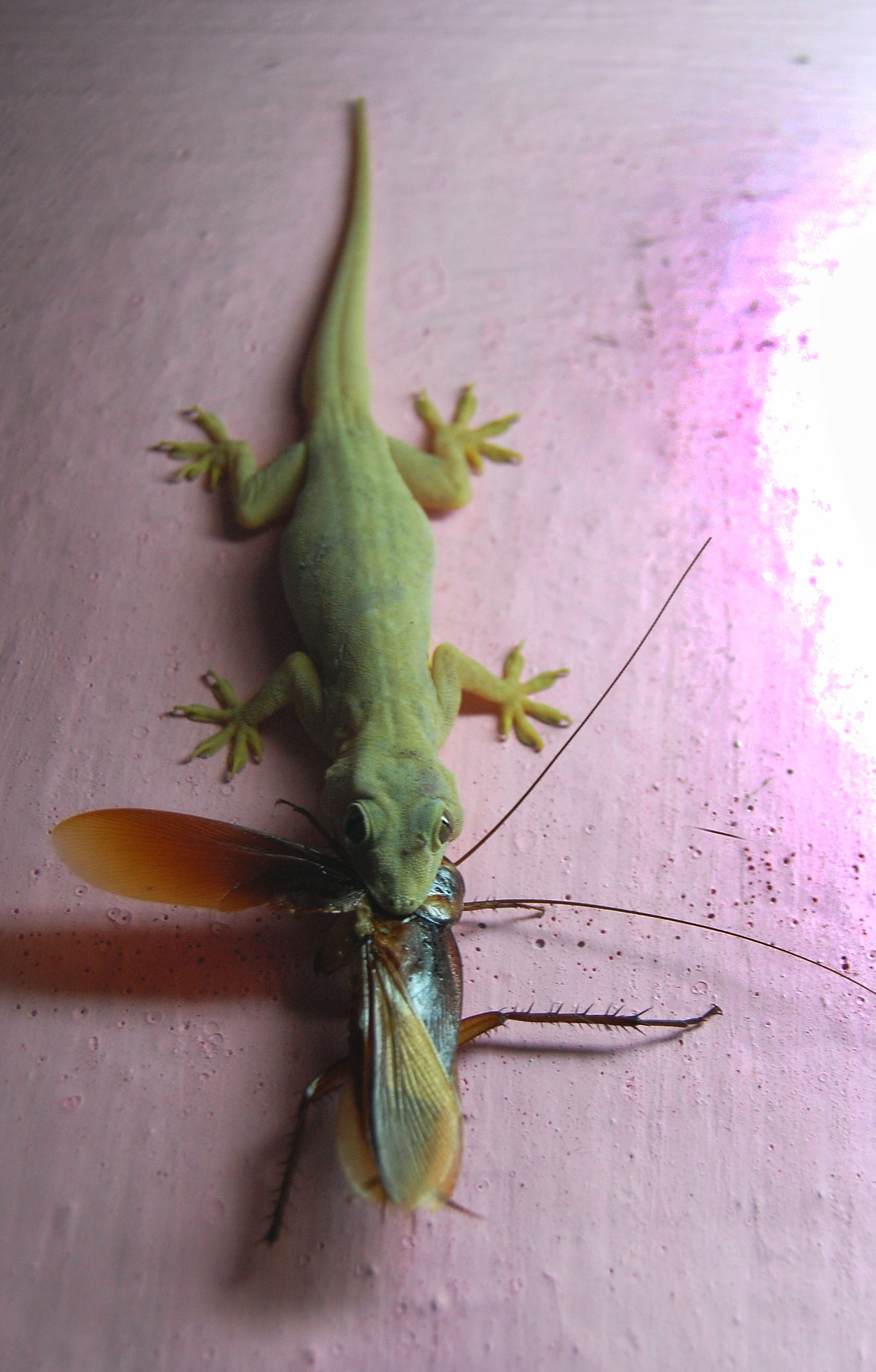
獲物（ゴキブリ）を捕る姿

## 分類など
本種の所属するナキヤモリ属は世界に170種以上が知られ、その分布の中心はアフリカからインド亜大陸であるが、東南アジアやヨーロッパ南部、ブラジルなどに自然分布する種もある。日本では本種の他に以下の種が知られる。
- タシロヤモリ H. bowringii （Gray, 1845)

本種に似ているが背面の鱗がほぼ一様に細かい顆粒状のものであり、本種のようにその中に大きい結節状の鱗が混じらない。尾の背面には本種のように環状に並ぶ突起の列がない。琉球列島に広く知られていたが、近年では奄美大島とその周辺島嶼でしか見られない。自然分布かどうかは定かでない。国外では台湾を含む中国南部からインドシナ、バングラデシュからインド北部などに分布する。
かつてはオキナワヤモリ H. okinawensis Okada, 1936 が独立種として認められ、これは本種によく似ているが尾に円錐突起の列がないことを区別点としていた。しかしながら上述のように本種の尾が自切して再生した場合には円錐突起の列は再生されないため、この種はそれに当たると思われ、この名は本種の異名と見なされている。なお、現在においてオキナワヤモリという名はこれではなく、ヤモリ属のニホンヤモリに似た沖縄本島を中心に分布するものに当てられており、これはニホンヤモリとは別種と考えられるが現時点では未記載である。
なお、日本本土で広く見られるヤモリは主としてヤモリ属 Gekko のもので、特にニホンヤモリ G. japonicus が普通だが、南西諸島にも同属の複数種が存在する。それらは足指の裏を見るとヤモリ属では指下薄板、いわゆる吸盤が左右に分かれていないので区別できる。

## 人間との関係
上記のように本種は往々に人間の住居に生息するものであり、またよく鳴くことから注目もされる。小昆虫を餌とすることからおおむね有益な動物と見ることが出来る。鳴き声がよく聞こえること、きわめて普通に見られること、特に夜間に明かりの周りに集まってよく目につくことなどから地域住民の認知度は高く、『もっともなじみ深いヤモリ』である。
オーストラリアでは近年に侵入し、在来の生態系に対する脅威として注意を払われている。オーストラリアは長く他の世界から隔離されてきたために独自性の高い生物相を有し、そのために外部から侵入、あるいは持ち込まれた生物の定着はその生態系に大きな影響を与えることがままあった。ただし爬虫類においてはその種数はせいぜい4種で、比較的影響は大きくないとみられている。そんな中、本種は近年に持ち込まれ、分布を広げている。オーストラリア地域への本種の侵入は、早いものはクック諸島に1930年代に入ったことが知られているが、オーストラリア大陸そのものへの侵入はかなり遅れた。大陸で最初に採集された標本は1840年代前後の記録はあるが、それ以上の記録はなく、この時は定着しなかったとみられる。それ以降も点々と記録はあるが、1960年代からは北部地域で安定した個体群が見られるようになった。ダーウィンに定着したのが1960年頃、1970年代にはその周辺の北部地域と、それにダーウィンから大陸を南北に縦断するスチュアート・ハイウェイ沿いに南に広がり始める。同時にトレス海峡諸島とクイーンズランドにも定着が進み、2010年頃にはオーストラリア北岸全域から東岸の全域、それにその内陸部分にもパッチ状に定着地がある。現時点ではオーストラリアにおいて本種は人家とその周辺にのみ侵入しているが、原産地では自然な環境に生息していることから本種がそのような環境に進出する可能性も少なくないこと、逆に在来種にも人家に生息する種があり、本種がその競争者として脅威になることは当然であり、更に本種は複数の寄生性生物を持っており、それらが在来種に対する危険となる可能性も考えられる。オーストラリアはヤモリ類の発祥の地とも考えられ、その多様性はとても高い。現時点では明確な在来種への影響は見て取れないようだが、十分に注意すべき危険として捉えられている。